# 壳盖对囊蕨
壳盖对囊蕨（学名：Deparia vegetior var. turgida）也称壳盖蛾眉蕨，为蹄盖蕨科对囊蕨属下的一个变种。